# Inowrocławskie Zakłady Chemiczne „Soda-Mątwy”

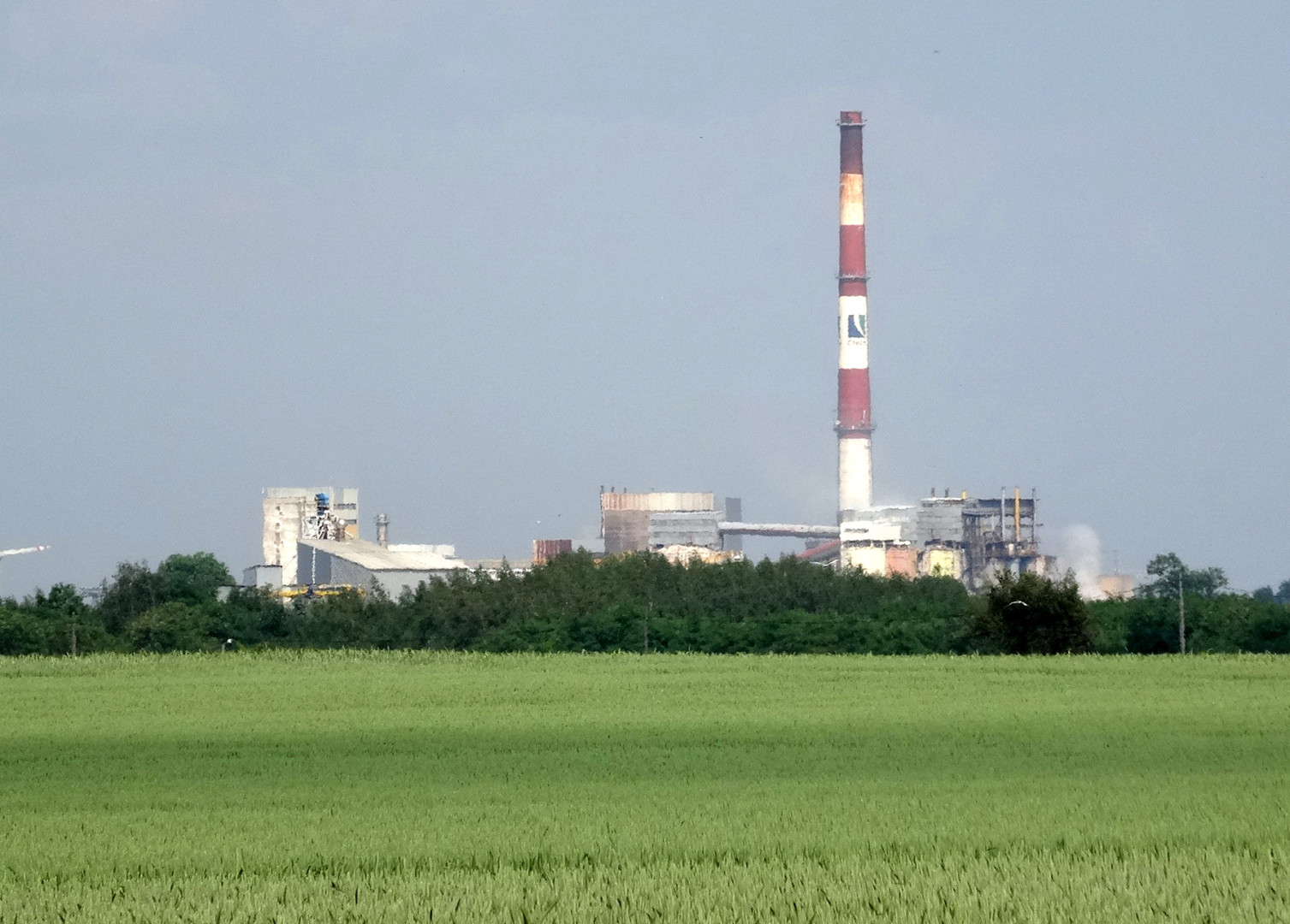
Zakład w Mątwach w krajobrazie Kujaw

Inowrocławskie Zakłady Chemiczne „Soda-Mątwy” (Soda Polska Ciech S.A. – zakład Inowrocław) – fabryka przemysłu chemicznego w Inowrocławiu-Mątwach założona w 1879 roku, w 1996 przejęta przez koncern Ciech, od 2007 należąca do grupy kapitałowej Soda Polska Ciech S.A.

## Charakterystyka

### Lokalizacja
Zakład zlokalizowany jest w południowej części Inowrocławia na osiedlu Mątwy nad rzeką Notecią.

### Produkty
Podstawowymi produktami zakładów są: soda kalcynowana lekka i ciężka, soda oczyszczona, chlorek wapnia, kreda strącana, a także żele krzemionkowe, zeolity i sita molekularne, hopkalit, osuszacz cynkowo-wapniowy oraz kreda nawozowa. Mają one zastosowanie w przemysłach: chemicznym, metalurgicznym, spożywczym, paszowym i farmaceutycznym.

### Zatrudnienie
W 2005 roku zatrudnienie w zakładzie sięgało 600 osób.

### Ochrona środowiska

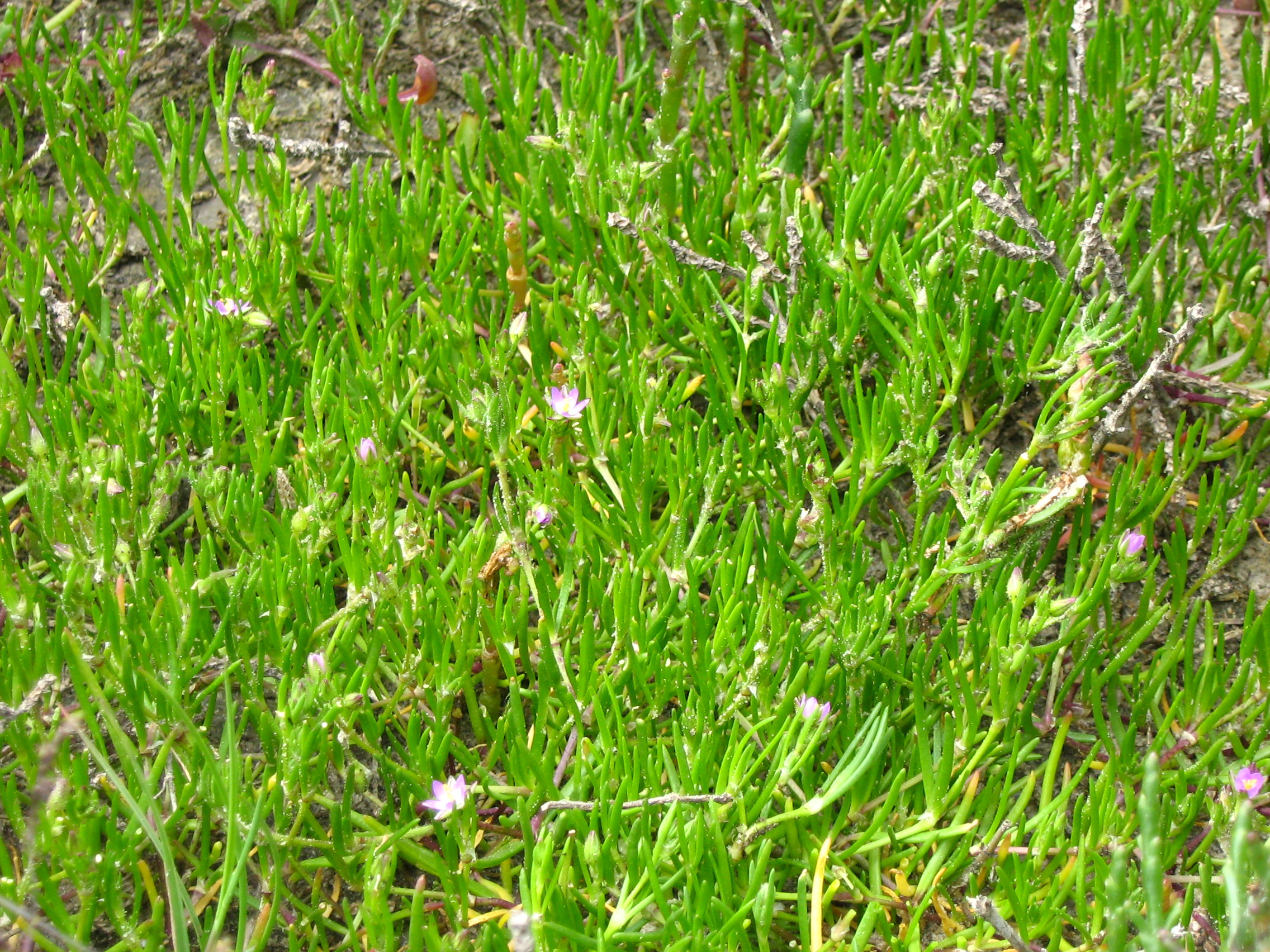
Solnisko w Mątwach. Na zdjęciu muchotrzew solniskowy z domieszką solirodu zielnego

Zakład wpływa na zasolenie okolicznej ziemi. W jego okolicach wytworzyło się antropogeniczne podmokłe solnisko z zespołem mannicy odstającej i soliroda zielnego.
Począwszy od lat 90 XX w. w zakładzie inwestowano w różne rozwiązania dotyczące ochrony środowiska m.in.: instalację odwadniania szlamów poprodukcyjnych (szlamy są wykorzystywane do produkcji nawozu wapniowego), instalację odsiarczania spalin, barierowe drenaże na składowiskach odpadów chroniące grunty przed podtapianiem i zasalaniem, uszczelnienia stawów odpadowych.

## Historia
Przedsiębiorstwo pod firmą Chemische Fabrik Montwy, Robert Suermondt und Co. zostało założone w 1879 roku z inicjatywy niemieckiego bankiera Roberta Suermondta. Założenie przedsiębiorstwa miało związek z rozwojem przemysłu solnego w Inowrocławiu (od 1871), gdzie już w 1884 roku działały: państwowa kopalnia i warzelnia soli oraz prywatna kopalnia Friedricha Grundmanna (zał. 1873), która otrzymała zlecenie na dostawy solanki do nowo budowanej fabryki sody. Już w 1882 roku ruszyła produkcja sody bezwodnej z wydajnością 10 ton na dobę.
Lokalizacja w Mątwach nad Notecią umożliwiała dostęp do niezbędnych do produkcji sody surowców: wody, solanki (z kopalni Grundmanna) oraz wapienia z kamieniołomów w Piechcinie i Wapiennie (późniejsza cementownia Kujawy). Do wytwarzania sody początkowo wykorzystywano metodę okresową Hoenigmanna. W latach 90. XIX wieku dzienna produkcja fabryki pokrywała roczne zapotrzebowanie na sodę w całej Prowincji Poznańskiej.
W 1904 prywatną kopalnię soli F. Grundmanna w Inowrocławiu („Steinsalzbergwerk Inowrazlaw”) i fabrykę sody połączono w spółkę akcyjną „Steinsalz und Soda Werke” (Zakłady soli kamiennej i sody). W 1907 roku przedsiębiorstwo przeszło na własność belgijskiego koncernu Solvay, do którego należały też zakłady sodowe w Borku Fałęckim (zob. Kalendarium historii Krakowa) oraz kopalnia soli w Wapnie. Podjęto wówczas produkcję sody kaustycznej (5 ton na dobę) oraz sody krystalicznej (1 tona na dobę). Zatrudnienie sięgało 250 pracowników.
Przy pomocy belgijskich specjalistów zmodernizowano fabrykę i wprowadzono nową technologię produkcji sody, tak zwaną amoniakalną, bardziej ekonomiczną, wynalezioną przez twórcę koncernu – Ernesta Solvaya. Wskutek rabunkowej eksploatacji podziemnych złóż soli, w 1907 kopalnie w Inowrocławiu zostały zalane przez wody podziemne, co spowodowało w konsekwencji zapadliska gruntu (zniszczone zostały m.in.: fragment kościoła Zwiastowania Najświętszej Marii Panny, linii kolejowej do Kruszwicy oraz domy mieszkalne). W tej sytuacji pobierano solankę z zatopionych kopalń, a po 1920 roku z odwiertów na zachód od ul. Poznańskiej o głębokości 400–700 m.
W latach 1921–1939 fabryka wchodziła w skład oddziału „Zakłady Solvay w Polsce”. W 1923 zakłady podjęły budowę nowej kopalni, zlokalizowanej na polu „Solno” w południowej części Inowrocławia. W 1929 oddano do użytku szyb „Solno I”, w którym wydobywano solankę od 1932 roku (był to zaczątek nowej kopalni soli w Inowrocławiu istniejącej do 1986 roku). W 1921 zatrudnienie w zakładzie sięgało 367 pracowników, a w 1938 – 633.
W czasie wielkiego kryzysu (1929–1933) zamknięto oddział sody kaustycznej oraz ograniczono liczbę godzin pracy. Głównymi produktami zakładu były: soda amoniakalna ciężka, krystaliczna i oczyszczona. Odbudowa potencjału produkcyjnego trwała w latach 1935–1939.
W czasie II wojny światowej fabryka znalazła się pod zarządem niemieckim. Zatrudnienie w listopadzie 1939 sięgało 540 osób.
Fabryka nie została zniszczona w czasie wojny, więc produkcję wznowiono już w maju 1945 roku. Początkowo dyrektorem był Ernest Pischinger, kierownik Katedry Chemii Technicznej na Wydziale Matematyczno-Przyrodniczym UMK w Toruniu (wcześniej – pracownik zakładów w Borku Fałęckim, później – rektor Wyższej Szkoły Inżynierskiej w Bydgoszczy).
Solankę do zakładu dostarczały Inowrocławskie Kopalnie Soli „Solino”. W okresie PRL były największym zakładem przemysłu chemicznego Inowrocławia. W latach 1946–1949 rozbudowa zakładu i jego mocy produkcyjnych odbywała się metodą adaptacji istniejących pomieszczeń. W halach po zlikwidowanej cukrowni w Mątwach uruchomiono oddział produkcji kredy strącanej dla potrzeb przemysłu gumowego. W latach 50 XX w. w ramach inwestycji planu sześcioletniego zainstalowano nowe urządzenia, m.in. kolumny karbonizacyjne, chłodnice ociekowe solanki, turbosprężarki, aparaty do dekarbonizacji sody, pompy wirowe, filtry obrotowe, piece wapienne, zbiorniki itp. Z powodu narastającego deficytu energii zbudowano własną elektrociepłownię, a także kolejkę linową do transportu wapienia z kamieniołomów w Piechcinie. W 1951 roku otwarto laboratorium badawcze, które opracowało szereg rozwiązań służących poprawie jakości wyrobów, wzrostowi wydajności procesów technologicznych oraz poprawie ekonomiczności produkcji. W latach 70. zbudowano rurociąg o długości 9 km, który dostarczał w sposób ciągły solankę z kopalni soli w Górze k. Inowrocławia.
W latach 1947–1960 wielkość produkcji wzrosła trzykrotnie, a zatrudnienie w 1977 sięgnęło 2,2 tys. osób.
Jak wiele przedsiębiorstw w okresie PRL, fabryka dysponowała własną gastronomią, organizowała wczasy dla pracowników oraz budowała mieszkania zakładowe. W 1952 zakład posiadał 50 domów, w których mieszkało 14% załogi przedsiębiorstwa. Mimo tego blisko ponad 80% pracowników dojeżdżało do pracy z miejscowości odległych do 20 km. Dotkliwym problemem były trudne warunki pracy: zapylenie i słaba wentylacja hal fabrycznych, hałas maszyn i urządzeń.
W latach 50 i 60 XX w. zakłady wytwarzały kredę strącaną, chlorek wapnia, sodę ciężką i kaustyczną. W latach 70. w ogólnym asortymencie produkcji znajdowało się 40 wyrobów, głównie półproduktów. W 1975 fabryka wyprodukowała m.in. 215 tys. ton sody, 30 tys. ton węglanu wapnia. 50 tys. ton chlorków wapnia oraz inne wyroby, z których około 20%. część przeznaczono na eksport (w tym 100% produkcji chlorku wapniowego w płatkach).
W 1979 uporządkowano strukturę wewnętrzną zakładu poprzez wyodrębnienie trzech wydziałów: sody kalcynowanej (M I), sody ciężkiej (M II), utylizacji (M III). W październiku 1979 obok starej fabryki oddano do użytku nowoczesną Wytwórnię Sody Ciężkiej „Mątwy II” z licencyjną linią technologiczną zakupioną w RFN i Francji. Produkowany w niej był węglan sodu o gęstości nasypowej 900–1000 kg/m³. Zastosowano prototypową technologię utylizacji szlamów podestylacyjnych, które były wykorzystywane do produkcji kredy nawozowej. Ze względów oszczędnościowych, wynikających z niedowładu gospodarki centralnie planowanej, nie wykonano jednak całej linii technologicznej oraz nie zapewniono serwisu i części zamiennych do maszyn.
W latach 80 XX w. park maszynowy zakładu był wyeksploatowany, a hale wymagały gruntownych remontów. Narastającym problemem było zanieczyszczenie środowiska. Wokół zakładu rosły hałdy odpadów (szlamy płynne, żużel, popiół, odpadki z tasowania wapna). Na początku lat 90 XX w. fabryka znajdowała się na liście 80 zakładów najbardziej uciążliwych dla środowiska w Polsce.
W 1991 nastąpiła komercjalizacja przedsiębiorstwa poprzez przekształcenie w spółkę akcyjną Skarbu Państwa. Zakłady uzyskały w 1996 roku Certyfikat ISO 9001, a w 1999 roku Certyfikat ISO 14001. W 2005 roku Inowrocławskie Zakłady Chemiczne Soda Mątwy S.A. zostały wpisane do Złotej Księgi Przedsiębiorstw Fair Play 2005. W końcu 2008 roku poziom rocznej produkcji sody osiągnął 600 tys. ton.
28 sierpnia 1996 roku większościowy pakiet akcji Inowrocławskich Zakładów Chemicznych Soda-Mątwy S.A. oraz Janikowskich Zakładów Sodowych „Janikosoda” S.A. nabył od Skarbu Państwa Ciech S.A., który stworzył holding przedsiębiorstw sodowych. W umowie prywatyzacyjnej Ciech zobowiązał się do zainwestowania w zakłady Soda-Mątwy 128 mln USD w okresie 10 lat, z czego połowę w ciągu trzech pierwszych lat. Pieniądze przeznaczono na poprawę jakości produktów, modernizację parku maszynowego oraz zmniejszenie uciążliwości zakładów dla środowiska. W procesie restrukturyzacji wydzielono wydziały pomocnicze, m.in. Transoda Sp. z o.o. (transport kolejowy), Elektrociepłownie Kujawskie Sp. z o.o. (energetyka). W 2007 oba zakłady sodowe: w Inowrocławiu-Mątwach i Janikowie połączono w jedną spółkę Ciech Soda Polska S.A.
Nazwy:
- 1879-1907 – Chemische Fabrik Montwy, Robert Suermondt und Co.
- 1907-1921 – oddział koncernu Solvay
- 1921–1939 – Zakłady Solvay w Polsce
- 1945–1991 – Inowrocławskie Zakłady Chemiczne im. Bolesława Rumińskiego w Mątwach koło Inowrocławia
- 1991–2007 – Inowrocławskie Zakłady Chemiczne Soda-Mątwy S.A.
- od 2007 – w składzie Soda Polska Ciech S.A.